# Sphaerodactylus celicara
Sphaerodactylus celicara är en ödleart som beskrevs av  Garrido och SCHWARTZ 1982. Sphaerodactylus celicara ingår i släktet Sphaerodactylus och familjen geckoödlor. Inga underarter finns listade i Catalogue of Life.